# RN1 (Benin)
De RN1 of Route nationale 1 is een nationale weg in het zuiden van het Afrikaanse land Benin. De weg loopt van Ouidah naar Allada. In Ouidah sluit de weg aan op de RNIE1 naar Cotonou en Comè en in Allada op de RNIE2 naar Bohicon.
De RN1 is ongeveer 40 kilometer lang en loopt door het departement Atlantique. 